# 발레리 스와베크

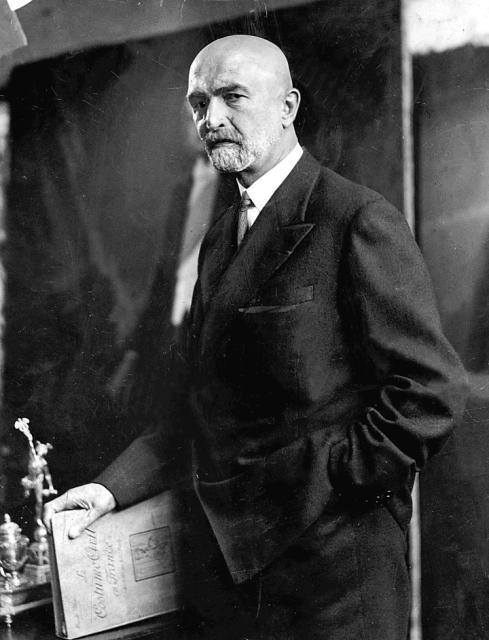
발레리 스와베크.

발레리 얀 스와베크(폴란드어: Walery Jan Sławek, 1879년 11월 2일 ~ 1939년 4월 3일)은 폴란드의 정치인, 프리메이슨, 군인, 운동가로서, 유제프 피우수트스키의 최측근 중 하나였다. 전간기인 1930년대 초반에 폴란드 제2공화국의 총리직을 3차례(1930년 12월 5일 ~ 1931년 5월 26일, 1935년 3월 28일 ~ 1935년 10월 12일, 1938년 6월 22일 ~ 1938년 11월 27일) 맡았다.

## 생애
1879년 당시 러시아 제국령이던 포돌리아에서 가난한 슐라흐타 가문에 태어났다. 보험 회사 직원으로 일하다가 1900년 폴란드 사회당에 가입하여 폴란드 독립 운동에 관여했다. 1905년 러시아 혁명 동안 폴란드 사회당 전투 조직에 가담한 것을 시작으로 유제프 피우수트스키의 측근이 되어 폴란드 군사 기구 등 그의 무장 독립 운동을 도왔다. 1919년 선포된 폴란드 제2공화국 군대의 장교가 되어 1928년 제대했다. 1926년 5월 쿠데타에는 참여하지 않았으나 피우수트스키와는 계속 가까이 지냈다.
1928년 피우수트스키 정권의 관영 정당인 정부협조 무당파 의원단의 조직을 주도하여 단장으로 있다가 1930년 3월 29일 카지미에시 바르텔 내각 해산 이후 그 뒤를 이어 총리로 취임했다. 스와베크는 피우수트스키의 대령단의 한 명으로서 전 정부와 마찬가지로 피우수트스키의 측근들과 함께 정부를 구성하였다. 동년 6월 30일 크라쿠프에서 열린 대규모 반정부 시위 이후 사임하였다가 논란의 여지가 있는 총선 승리 이후 12월에 다시 총리직에 복귀했다. 1931년 사임하여 독재 체제를 강화하는 폴란드 4월 헌법 작성에 참여하였고 1935년 3월 다시 폴란드 총리로 임명되었다.
1932년 5월 12일 유제프 피우수트스키의 사망 이후 스와베크는 스스로 폴란드의 새로운 지도자가 되고자 하였으나 이그나치 모시치츠키 대통령의 압박으로 10월 12일 사임하였고 곧 정부협조 무당파 의원단도 해산하였다. 이후 정치계에서 밀려나 소외되었다가 1939년 4월 2일 불분명한 이유로 바르샤바의 아파트에서 권총자살했다. 폴란드의 작가 Mieczysław Pruszyński의 책에 의하면 그는 1939년 맺어진 영국-폴란드 군사 동맹이 나치 독일의 폴란드 침공 명분이 될 것이라고 생각하여 자결을 택했을 것이라고 한다.

## 같이 보기
- 프로메테우스주의